# Gottfried Kirch
Gottfried Kirch, o Kirche o Kirkius (Guben, 18 dicembre 1639 – Berlino, 25 luglio 1710), è stato un astronomo tedesco.

## Biografia
Figlio del calzolaio Michael Kirch, dapprima lavorò come redattore di calendari in Sassonia e in Franconia, poi intraprese gli studi in astronomia, inizialmente a Jena, e successivamente, sotto l'insegnamento di Johannes Hevelius, a Danzica. Proprio lì, nel 1667, Kirch pubblicò calendari e costruì diversi telescopi e strumenti ottici.
Nel 1686, Kirch si recò a Lipsia, dove osservò la Grande Cometa del 1686, insieme a Christoph Arnold (1650-1695). In quella città l'astronomo conobbe anche la sua seconda moglie, Maria Margarethe Winckelmann (1670-1720), che aveva studiato astronomia con Arnold.
Nel 1688, Kirch inventò e segnò su mappa la costellazione Scettro di Brandeburgo (Sceptrum Brandenburgicum), al giorno d'oggi dimenticata.
Nel 1680 scoprì una cometa (la C/1680 V1, battezzata informalmente col nome di Kirck), conosciuta anche come la Grande Cometa del 1680: fu la prima cometa nella storia ad essere scoperta grazie all'uso di un telescopio.
Nel 1681 scoprì l'ammasso aperto M11.
Nel 1700, Kirch fu scelto da Federico I di Prussia come primo astronomo della Reale Società delle Scienze di Prussia.
Kirch studiò la stella doppia Mizar, e scoprì sia l'ammasso dell'Anitra Selvatica (nel 1681), sia l'ammasso globulare M5 (il 5 maggio 1702). L'astronomo scoprì anche la variabilità della variabile Mira Chi Cygni nel 1687.
In suo onore gli sono stati dedicati il cratere Kirch sulla Luna e l'asteroide 6841 Gottfriedkirch.

## Pubblicazioni
(parziale)
- Wunderstern am Hals des Walfisches. Lipsia 1678
- Eilfertiger kurtzer Bericht an einen guten Freund von dem Neuen Cometen dieses 1682. Jahrs. 1682 (Digitalisat)

Kirch pubblicò anche il suo calendario, il Philosophical Transactions, scrisse sulla rivista Acta Eruditorum e il Miscellanea Berolinensia. I suoi documenti non vennero mai pubblicati.